# لينكولن (أوهايو)
لينكولن (بالإنجليزية: Lincoln Village CDP, Ohio)‏ هي قرية تقع بولاية أوهايو في الولايات المتحدة. تبلغ مساحتها 4.75 كم2، وترتفع عن سطح البحر 277 م، بلغ عدد سكانها 9,032 نسمة في عام 2010 حسب إحصاء مكتب تعداد الولايات المتحدة وتصل الكثافة السكانية فيها 1,901.5 نسمة لكل كيلومتر مربع (4,924.9/ميل2).

## التركيبة السكانية
حدّد مكتب تعداد الولايات المتحدة بيانات التركيبة السكانية للينكولن في تعداد الولايات المتحدة. في ما يلي، التركيبة السكانية حسب تعدادي 2000 و2010.

### تعداد عام 2000
بلغ عدد سكان لينكولن 9,482 نسمة بحسب تعداد عام 2000، وبلغ عدد الأسر 4,013 أسرة وعدد العائلات 2,523 عائلة مقيمة في القرية. في حين سجلت الكثافة السكانية 1,996.2 نسمة لكل كيلومتر مربع (5,170.1/ميل2). وبلغ عدد الوحدات السكنية 4,196 وحدة بمتوسط كثافة قدره 883.4 لكل كيلومتر مربع (2,288.0/ميل2).
وتوزع التركيب العرقي للقرية بنسبة 91.13% من البيض و3.74% من الأمريكيين الأفارقة و0.38% من الأمريكيين الأصليين و0.57% من الأمريكيين ذوي الأصول الآسيوية و0.02% من سكان جزر المحيط الهادئ و2.91% من الأعراق الأخرى و1.24% من عرقين مختلطين أو أكثر و5% من الهسبانيون أو اللاتينيون من أي عرق.
بلغ عدد الأسر 4,013 أسرة كانت نسبة 30.4% منها لديها أطفال تحت سن الثامنة عشر تعيش معهم، وبلغت نسبة الأزواج القاطنين مع بعضهم البعض 43.4% من أصل المجموع الكلي للأسر، ونسبة 13.8% من الأسر كان لديها معيلات من الإناث دون وجود شريك، بينما كانت نسبة 5.6% من الأسر لديها معيلون من الذكور دون وجود شريكة وكانت نسبة 37.1% من غير العائلات. تألفت نسبة 30.8% من أصل جميع الأسر من عدة أفراد يعيشون في نفس المنزل ونسبة 13.1% كانت تتألف من شخص يعيش بمفرده يبلغ من العمر 65 عاماً أو أكثر. وبلغ متوسط حجم الأسرة المعيشية 2.35، أما متوسط حجم العائلات فبلغ 2.92.
بلغ العمر الوسطي للسكان 37.3 عاماً. وكانت نسبة 23.5% من القاطنين تحت سن الثامنة عشر، وكانت نسبة 8.6% بين الثامنة عشر والرابعة والعشرين عاماً، ونسبة 30% كانت واقعةً في الفئة العمرية ما بين الخامسة والعشرين والرابعة والأربعين عاماً، ونسبة 22.8% كانت ما بين الخامسة والأربعين والرابعة والستين، ونسبة 14.5% كانت ضمن فئة الخامسة والستين عاماً فما فوق. يوجد لكل 100 أنثى 93.0 ذكر، ويوجد لكل 100 أنثى في الثامنة عشر من عمرها فما فوق 89.8 ذكر.
بلغ متوسط دخل الأسرة في القرية 33,791 دولارًا، أما متوسط دخل العائلة فبلغ 41,110 دولارًا. وكان متوسط دخل الذكور 31,539 دولارًا مقابل 26,158 دولارًا للإناث. وسجل دخل الفرد الخاص بالقرية 16,886 دولارًا. وكانت نسبة 9.3% من العائلات ونسبة 12% من السكان تحت خط الفقر، وكان من هؤلاء نسبة 16.5% تحت سن الثامنة عشر ونسبة 6.4% في الخامسة والستين من العمر وما فوق.

### تعداد عام 2010
بلغ عدد سكان لينكولن 9,032 نسمة بحسب تعداد عام 2010، وبلغ عدد الأسر 3,734 أسرة وعدد العائلات 2,265 عائلة مقيمة في القرية. في حين سجلت الكثافة السكانية 1,901.5 نسمة لكل كيلومتر مربع (4,924.9/ميل2). وبلغ عدد الوحدات السكنية 4,188 وحدة بمتوسط كثافة قدره 881.7 لكل كيلومتر مربع (2,283.6/ميل2).
وتوزع التركيب العرقي للقرية بنسبة 82.09% من البيض و6.31% من الأمريكيين الأفارقة و0.44% من الأمريكيين الأصليين و0.90% من الأمريكيين ذوي الأصول الآسيوية و7.31% من الأعراق الأخرى و2.96% من عرقين مختلطين أو أكثر و10.65% من الهسبانيون أو اللاتينيون من أي عرق.
بلغ عدد الأسر 3,734 أسرة كانت نسبة 28.8% منها لديها أطفال تحت سن الثامنة عشر تعيش معهم، وبلغت نسبة الأزواج القاطنين مع بعضهم البعض 37.9% من أصل المجموع الكلي للأسر، ونسبة 15.8% من الأسر كان لديها معيلات من الإناث دون وجود شريك، بينما كانت نسبة 6.9% من الأسر لديها معيلون من الذكور دون وجود شريكة وكانت نسبة 39.3% من غير العائلات. تألفت نسبة 31.8% من أصل جميع الأسر من عدة أفراد يعيشون في نفس المنزل ونسبة 12.8% كانت تتألف من شخص يعيش بمفرده يبلغ من العمر 65 عاماً أو أكثر. وبلغ متوسط حجم الأسرة المعيشية 2.42، أما متوسط حجم العائلات فبلغ 3.04.
بلغ العمر الوسطي للسكان 38.2 عاماً. وكانت نسبة 23.6% من القاطنين تحت سن الثامنة عشر، وكانت نسبة 8.3% بين الثامنة عشر والرابعة والعشرين عاماً، ونسبة 26.7% كانت واقعةً في الفئة العمرية ما بين الخامسة والعشرين والرابعة والأربعين عاماً، ونسبة 26.9% كانت ما بين الخامسة والأربعين والرابعة والستين، ونسبة 14.5% كانت ضمن فئة الخامسة والستين عاماً فما فوق. وتوزع التركيب الجنسي للسكان بنسبة 49.2% ذكور و50.8% إناث.